# Avram Hershko
Avram Hershko (né Herskó Ferenc le 31 décembre 1937 à Karcag en Hongrie) est un chercheur israélien en biochimie et en biologie cellulaire. Aaron Ciechanover, Irwin Rose et lui sont colauréats du prix Nobel de chimie de 2004 « pour leur découverte de la dégradation contrôlée des protéines par l'ubiquitine ».

## Biographie
Son grand-père, Samuel Hershko, était originaire de Tiszaszászfalu (eo) en Ruthénie subcarpathique et s'est installé à Karcag en Hongrie, avec son épouse, Helén Braun, née à Oláhszentmiklós en Transylvanie, et quatre de leurs six enfants. Pendant la Seconde Guerre mondiale, le père d'Avram Hersko, Mózes Hersko, a d'abord été désigné pour le STO puis a été emprisonné en Russie jusqu'en 1947. Bien qu'âgé de sept ans seulement, Avram Hershko a été déporté pendant la guerre au camp de Strasshof. Il a vécu ensuite deux ans avec sa famille à Budapest, puis a émigré en Israël en 1950.

## Carrière scientifique
Avram Hershko a reçu son diplôme de médecine en 1965 et sa thèse de science en 1969 de l'université hébraïque de Jérusalem. Il est actuellement professeur émérite au Technion (Institut de technologie israélien) à Haïfa et professeur adjoint à l'Université de New York.
Il a reçu le prestigieux prix Lasker en 2000. Il est lauréat en 2001 du prix Wolf de médecine.Il est le corécipiendaire avec Aaron Ciechanover et Irwin Rose du prix Nobel de chimie en 2004 pour ses travaux en biologie cellulaire sur la dégradation des protéines par le processus d'ubiquitination.